# 平衡石

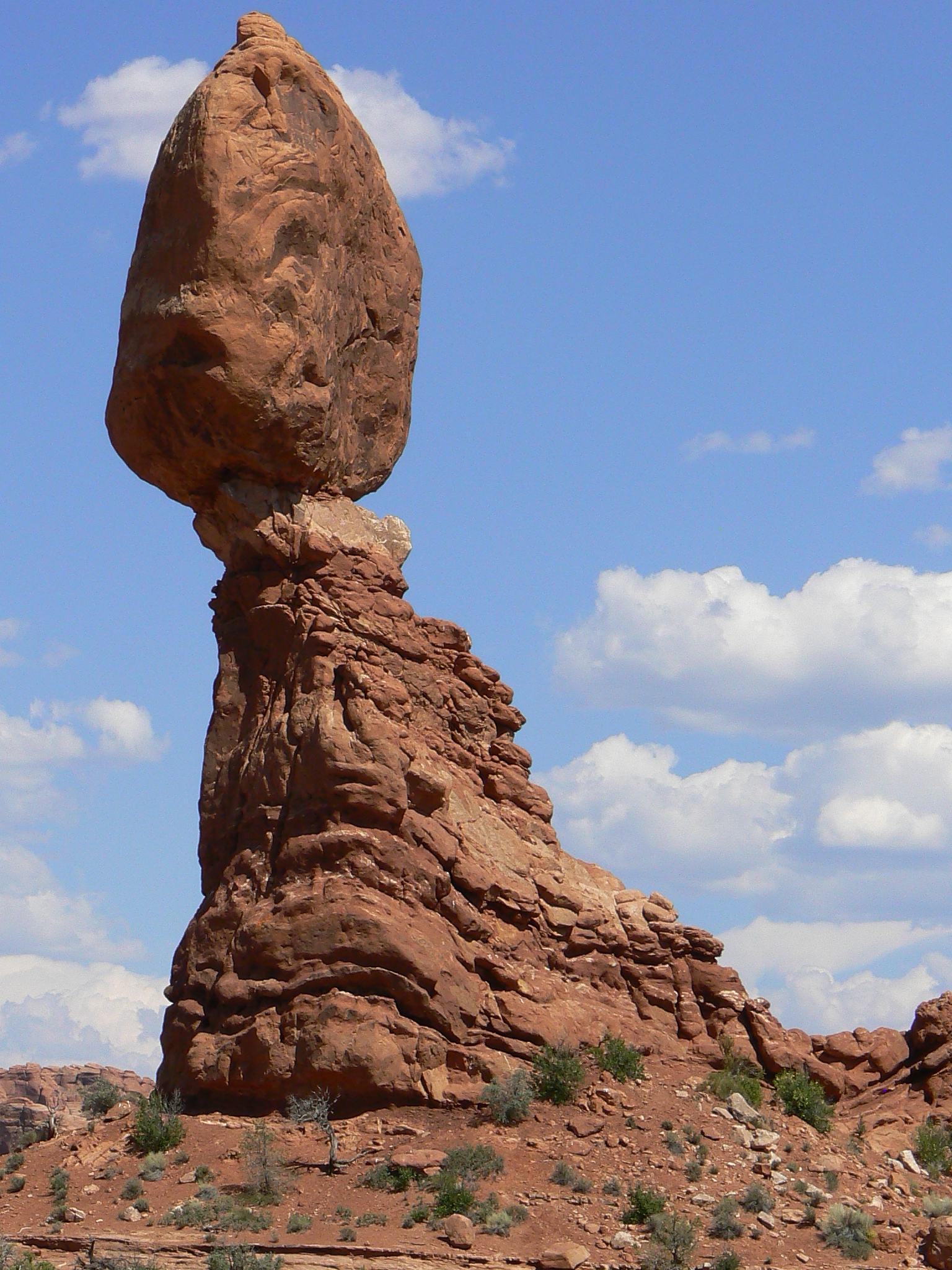
平衡石

平衡石（英語：Balanced rock），是美国犹他州拱門國家公園的一個著名景點。岩石高39米，岩頂端的平衡石相當於三輛校巴大小。
38°42′02″N 109°33′51″W / 38.700456°N 109.564055°W